# Sex on the Beach 2
Sex on the Beach 2 (Originaltitel: The Inbetweeners 2) ist eine 2014 erschienene britische Komödie und die Fortsetzung von Sex on the Beach aus 2011, welche auf der E4 Sitcom The Inbetweeners basiert. Er wurde von den Serien-Schöpfern Damon Beesley und Iain Morris geschrieben und inszeniert.
Der Film handelt von vier Schulfreunden, gespielt von Simon Bird, Joe Thomas, James Buckley und Blake Harrison, die sich erneut zum Urlaub in Australien treffen. In Interviews gaben die Autoren und Schauspieler des Films bekannt, dass dies der letzte Film sei.

## Handlung
Wills, Neils, und Jays Freundinnen haben allesamt Schluss gemacht seit den Ereignissen des letzten Films und Simon ist unglücklich mit seiner Freundin Lucy, die zwanghaft und beleidigend geworden ist. Simon und Will sind deprimiert und werden auf der Uni geächtet, Neil arbeitet für eine Bank und Jay macht ein Gap Year in Australien. Er mailt Neil, als er und Simon Will besuchen und behauptet, dass er nun ein Top DJ sei, einen beliebten Nachtclub besäße, in einer Luxusvilla wohne und täglich Sex mit vielen Partnern habe. Er überzeugt sie schließlich, ihn in den Osterferien in Australien zu besuchen.
Als sie im Club ankommen, stellt sich heraus, dass Jay eigentlich nur als Toilettenwärter arbeitet. Außerdem wohnt Jay in Wirklichkeit in einem Zelt im Vorgarten des Hauses seines Onkels Bryan. Im Club trifft Will Katie, eine alte Freundin aus seiner Zeit auf der Privatschule, die backpackt, und ihn überzeugt, sich ihr anzuschließen.
Am nächsten Tag reisen die vier Freunde in einem Peter-André-Fanauto zu einem Jugendhostel in Byron Bay, weil Will Katie dorthin folgen will. Er versucht Freundschaft mit einem der Backpacker, Ben, zu schließen, ist damit aber nicht erfolgreich, als dieser merkt, dass er kein richtiger Backpacker, sondern nur ein Tourist ist. Nach der Ankunft, skypt Will mit seiner Mutter und bemerkt, dass jemand anderes in ihrem Haus ist, was diese aber bestreitet und hastig auflegt.
Am folgenden Tag besuchen die Jungs und die Backpacker einen Wasserpark, wo Jay seine Exfreundin Jane wiederfinden möchte. Die Parkangestellten erklären, dass Jane einen neuen Job im Hinterland gefunden hat, sie aber nicht wissen, wo genau Jay sie finden kann. Lucy erklärt Simon via Skype, dass Jane auf einem Gestüt im fernen Dorf Birdsville arbeitet, woraufhin die Jungs sich dorthin auf den Weg machen.
Will hingegen, beschließt bei Katie zu bleiben. Er hat jedoch weiterhin Schwierigkeiten sich in die spirituellen Aktivitäten der Mitreisenden einzufügen und bemerkt, dass Katie mit mehreren Männern anbandelt, was ihn eine dazu veranlasst eine Hasstirade auf Ben loszulassen. Schließlich hat Katie Sex mit Ben im Bett neben ihm.
Will verlässt das Hostel am nächsten Tag und reist seinen Freunden mit dem Flugzeug nach. Während der Fahrt zu Janes Arbeitsplatz geht ihrem Auto der Sprit mitten im Outback aus und die vier versuchen erfolglos, Wasser oder Hilfe zu finden. Verzweifelt durstig, will Simon Neils Urin trinken, aber der ist selbst zu dehydriert zum Wasser lassen. Die Gruppe hält sich an den Händen, als sie realisieren, dass sie sehr wahrscheinlich sterben werden. Schließlich werden sie doch von Jane und deren Kollegen gerettet. Es stellt sich heraus, dass sie lediglich zwei Stunden gestrandet waren. Jane wird klar, wie weit Jay gekommen ist, um sie zurückzugewinnen, doch obgleich sie von der Geste gerührt ist, nimmt sie ihn nicht zurück.
Zurück im Haus von Jays Onkel finden die Jungs heraus, dass ihre Eltern angereist sind, als sie von der Nahtoderfahrung ihrer Kinder gehört haben. Die Jungs stellen schockiert fest, dass Herr Gilbert (ihr Klassenlehrer in der Oberstufe und Wills Nemesis) auch dort ist. Wills Mutter gibt bekannt, dass sie und Gilbert in einer Beziehung sind – zum großen Entsetzen von Will und zur Belustigung der anderen drei Freunde. Unterdessen zeigt Jay endlich etwas Rückgrat und schlägt seinen Onkel dafür, dass er Jane dauernd wegen ihres Gewichtes beleidigt und zettelt dadurch einen Streit zwischen seinem Onkel und Vater an. Lucy macht über Skype mit Simon Schluss, weil sie nun in einer Beziehung mit dessen „bestem Freund“ von der Universität Pete zusammen ist. Simon jubelt darüber und legt unbekümmert auf.

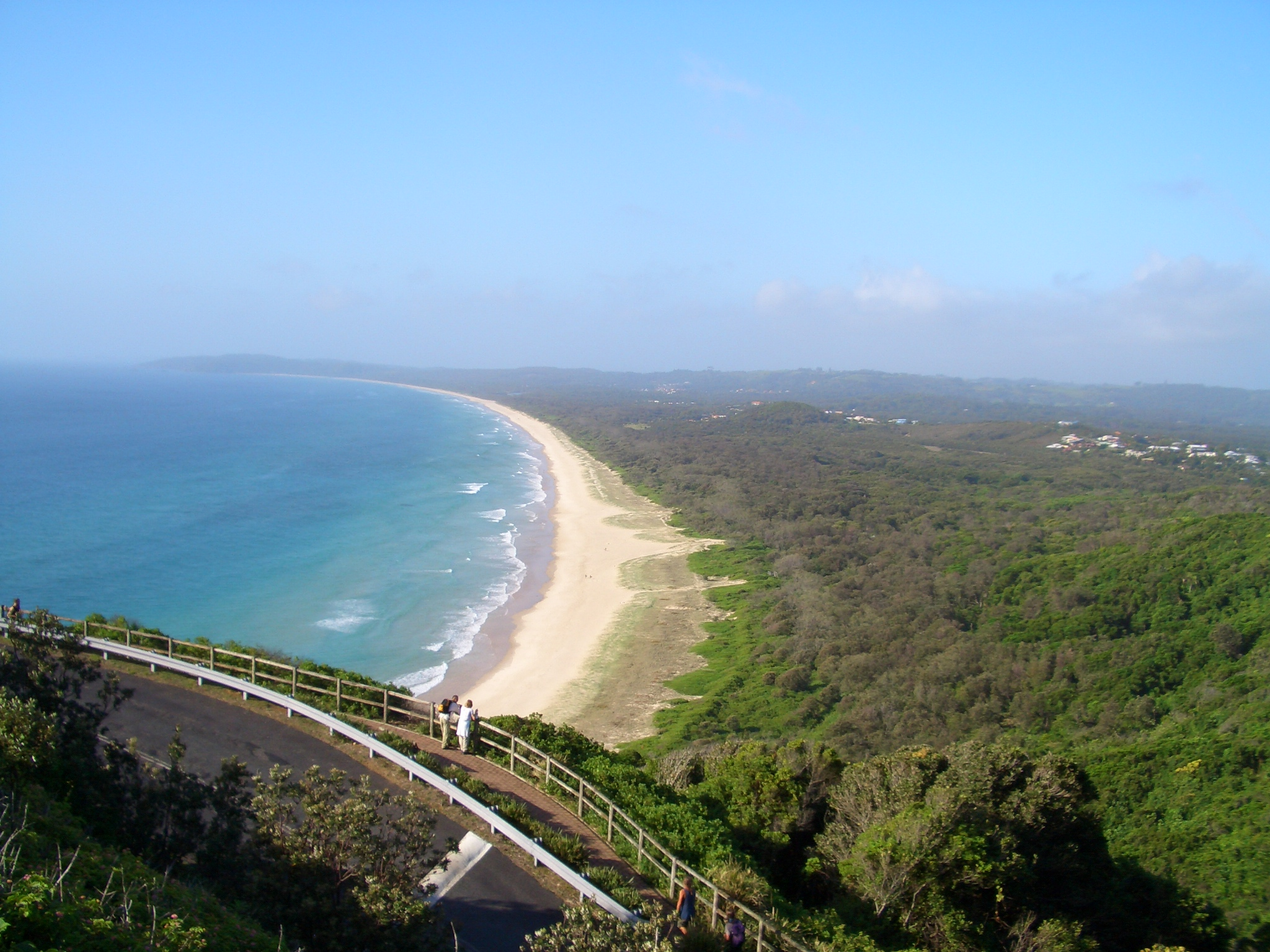
Die vier Hauptcharaktere fahren nach Byron Bay – zusammen mit den Backpackern

In einer Montage am Ende des Films ist zu sehen, wie die vier Jungs sich entscheiden, u. a. nach Vietnam zu reisen. Als sie nach England zurückkehren, beginnt Neil eine Beziehung mit einer der Mitreisenden und Wills Mutter offenbart, dass sie und Gilbert sich verlobt haben. Will versucht schockiert zurück zum Flugzeug zu laufen, wird jedoch von den Sicherheitsleuten niedergerungen.

## Produktion

### Herkunft
Obwohl eigentlich als endgültiger Schluss der Serie gedacht, führten die unerwartete Popularität und die hohen Einnahmen von Sex on the Beach zu Spekulationen über eine Fortsetzung. Diese Gerüchte begannen im frühen September 2011, als der Film noch in den Kinos lief, und wurden von den Autoren und Schauspielern verneint. In etwa derselben Zeit bemerkte der Produzent Christopher Young die Möglichkeit für einen weiteren Film auf Basis der Serie mit den Worten: „Falls es eine Fortsetzung gibt, wird sie von den kreativen Elementen kommen, wir haben darüber gesprochen. In der nächsten Zeit streuben sich die Leute noch und machen andere Dinge, aber ich bin sicher auf lange Sicht ist eine Fortsetzung durchaus möglich. Es wäre nicht sofort, aber definitiv nicht ausgeschlossen.“ Mitautor Damon Beesley gab später zu: „wir wussten nicht, wie erfolgreich es wird und ob es auf der großen Leinwand funktioniert. Aber sie verwandelten sich in große Kinocharaktere, Leute kümmerten sich um sie und kamen zurück, um sie mehrfach zu sehen – und das gibt es selten im Kino. Die Vorstellung keinen weiteren Teil zu machen, schien vielen Leuten unvorstellbar.“ Die Schauspieler hatten gemischte Gefühle bezogen auf eine Fortsetzung. Obwohl Buckley und Thomas vom Erfolg des Films abgeschreckt waren, wurden Harrison und Bird durch das Lesen des Skripts überzeugt.
Ian Morris ließ sich für den Film von seinen eigenen Erfahrungen als Austauschstudent an der australischen Gold Coast inspirieren. Er beschreibt es als einen Ort, „wo Leute hingehen, um sich zu betrinken, Frauen aufzureißen und sich erneut zu betrinken.“

### Entwicklung
Am 21. August 2012 wurde bekannt gegeben, dass die Fortsetzung im frühen Stadium der Vorproduktion sei. Am 8. November gaben die Serienschöpfer Morris und Beesley bekannt, dass ein Drehbuch geschrieben wird und es etwa halb fertig sei. Am 1. Mai 2013 gab man bekannt, dass, obwohl noch keine Verträge unterschrieben seien, eine Fortsetzung in der Planungsphase sei, vermutlich in Australien spiele und irgendwann 2014 veröffentlicht werden soll.
Am 2. August 2013 wurde schließlich die Fortsetzung für den August 2014 offiziell bestätigt. Die Facebookseite der Serie offenbarte am 15. März 2014, dass die Fortsetzung am 6. August 2014 starte.
Am 9. Mai wurde ein englischer Teaser veröffentlicht, in dem die Charaktere durch das Outback fahren und eine Gruppe Aborigines fire wanker (dt. Feuerwichser) nennen. Ein offizieller Trailer wurde am 18. Juni auf der offiziellen Facebook-Homepage des Films veröffentlicht und zeigte etwas mehr von der Handlung.

### Verfilmung
Der Dreh begann am 7. Dezember 2013 in Australien und zog im Januar 2014 nach Großbritannien um. Teile des Films wurde in der isolierten Outback-Siedlung Marree, South Australia gedreht, einem Ort ohne Handyempfang oder Internet.
Ben Palmer, der Regisseur des ersten Films, war mit Simon Peggs Film Es ist kompliziert..! beschäftigt, also übernahmen Morris und Beesley die Regie für Sex on the Beach 2. Bird sagte, dass die Schauspieler anfangs entmutigt waren von der Abwesenheit Palmers und unsicher über die Regie von Morris und Beesley aufgrund deren Mangel an Erfahrung in diesem Feld.
Marris zog in Erwägung, die Australien-Szenen wegen der vergleichsweise hohen Kosten in Australien in Südafrika zu drehen, da trotz des höheren Etats weniger Ressourcen für die Fortsetzung zur Verfügung standen als für den Vorgänger.
Die Umstände eines Drehs in Australien unterschieden sich auch von denen während des Drehs von Sex on the Beach. Waren die Locations des ersten Teils alle innerhalb von 10 Minuten vom Hotel zu erreichen, waren die des zweiten Teils einen 3-Stunden-Flug oder eine 9-Stunden-Autofahrt voneinander entfernt. Während des Drehs im Outback hielt die australische Crew zwei Ärzte und 40 Liter intravenöse Flüssigkeit bereit, jedoch war der einzige Zwischenfall, als Buckley dachte, er habe einen Herzinfarkt, was sich als Verdauungsstörung von Chips und Bier herausstellte. Die Wasserparkszenen wurden in Wet’n’Wild Gold Coast gedreht. Thomas beschrieb diese Szenen als „besonders herausfordernd“.
Auf die Frage, ob er von dem Filmmaterial jemals abgeneigt war, wegen der teils öffentlichen Abneigung, sagte Morris, die Einstellung der Crew sei: „lasst und alles drehen, falls es sich dann als zu viel anfühlt, wenn wir es sehen, können wir es immer noch herausschneiden.“

## Synchronisation

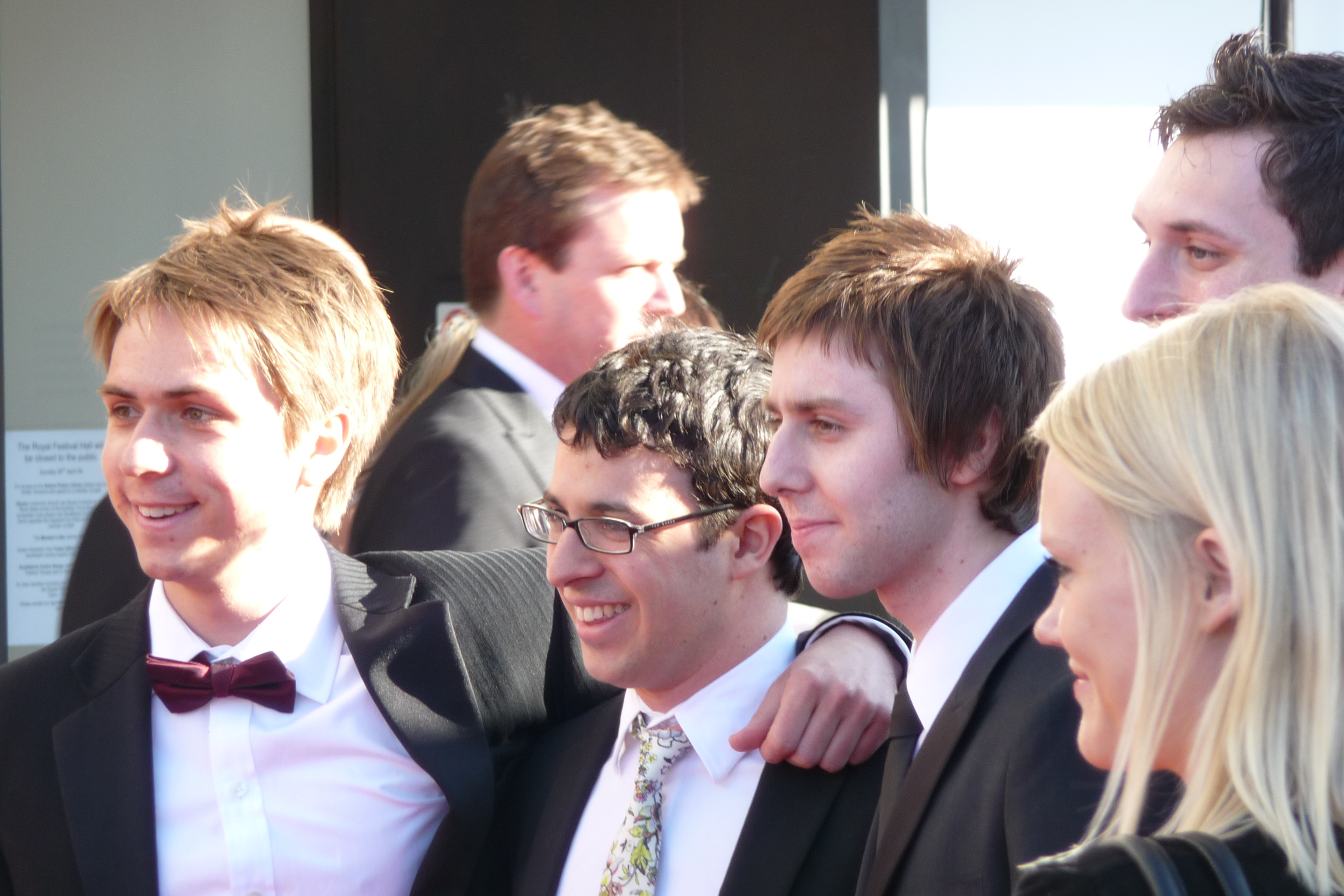
Von links nach rechts: Joe Thomas, Simon Bird, James Buckley und Blake Harrison

Die deutsche Synchronisation entstand nach einem Dialogbuch und unter der Dialogregie von Hubertus von Lerchenfeld im Auftrag der Scalamedia GmbH, München/Berlin.
| Schauspieler           | Rollenname        | Synchronsprecher          |
| ---------------------- | ----------------- | ------------------------- |
| Simon Bird             | Will McKenzie     | Patrick Roche             |
| Joe Thomas             | Simon Cooper      | Ricardo Richter           |
| James Buckley          | Jay Cartwright    | Constantin von Jascheroff |
| Blake Harrison         | Neil Sutherland   | Julius Jellinek           |
| Emily Berrington       | Katie Evans       | Luisa Wietzorek           |
| Belinda Stewart-Wilson | Polly McKenzie    | Madeleine Stolze          |
| Tamla Kari             | Lucy              | Julia Kaufmann            |
| Freddie Stroma         | Ben Thornton-Wild | Jan Makino                |
| Lydia Rose Bewley      | Jane              | Anja Stadlober            |
| David Schaal           | Terry Cartwright  | Thomas Wenke              |
| Martin Treneman        | Alan Cooper       | Christoph Jablonka        |
| Robin Weaver           | Pamela Cooper     | Ulla Wagener              |
| Greg Davies            | Mr. Phil Gilbert  | Christian Weygand         |
| Oliver Johnstone       | Kristian          | Bastian Sierich           |
| Susan Wokoma           | Della             | Anne Düe                  |
| David Field            | Onkel Bryan       | Axel Lutter               |

## Veröffentlichung
Der Film hatte am 5. August 2014 am Leicester Square in London Premiere und wurde in Großbritannien und Irland von Entertainment Film Distributors vertrieben. In Australien und Neuseeland wurde der Film von Roadshow Entertainment vertrieben und am 21. August veröffentlicht. In Deutschland und Österreich war am 30. bzw. 31. Oktober 2014 Kinostart. Den Vertrieb übernahm Universum Film.

### Erfolg
Sex on the Beach 2 spielte in Großbritannien 4,6 Millionen Dollar am Eröffnungstag, dem 6. August 2014, ein und stellte damit dort einen neuen Rekord für den besten Kino-Starttag einer Komödie auf. Bis zum Ende der Woche, stieß er mit einem Einspielergebnis von 21 Millionen Dollar bis an die Spitze der Charts vor. Dabei überholte er Transformers: Ära des Untergangs (19,7 Millionen Dollar) als Film mit der besten Premierenwoche 2014 in Großbritannien; das waren gemessen am Einspielergebnis nichtsdestotrotz weniger als die 22,2 Millionen Dollar in der Eröffnungswoche des ersten Teils 2011. Der Film führte auch in der zweiten Woche die Kinocharts an, in welcher er 16,6 Millionen Dollar einspielte. In der dritten Woche fiel er auf Platz 2 hinter Lucy zurück, das neu veröffentlicht wurde.
In der Eröffnungswoche in Australien spielte Sex on the Beach 2 3,1 Millionen Dollar ein und verdrängte damit Guardians of the Galaxy auf den zweiten Platz. Er fiel in der zweiten Woche auf den zweiten Platz zurück, während Guardians of the Galaxy an die Spitze zurückkehrte.
In Deutschland stieg Sex on the Beach 2 mit einem Einspielergebnis von 393.000 Euro auf Platz 11 der Kinocharts ein. Der erste Film 2011 hatte noch 930.000 Euro eingespielt.
Bis zum 12. Oktober 2014 spielte der Film 55.652.783 $ im Vereinigten Königreich, 6.598.273 $ in Australien, 473.316 $ in Neuseeland und ca. 676.000 € in Deutschland ein. Das ergibt einen Gesamtumsatz von 63,8 Millionen Dollar.
Mit dem Einspielergebnis von 55,6 Millionen Dollar war Sex on the Beach 2 2014 der erfolgreichste britische oder irische Film am heimischen Markt (vor Paddington (47 Mio. $)). Es war nach The LEGO Movie und Der Hobbit: Die Schlacht der Fünf Heere der dritterfolgreichste Film überhaupt in Großbritannien und Irland 2014.
Insgesamt konnte Sex on the Beach 2 an den Erfolg des ersten Teils nicht anknüpfen. Die weltweiten Einnahmen lagen mit 63,8 Millionen Dollar knapp 30 % hinter denen des ersten Teils (88 Mio. $). In Deutschland spielte der Film nur ein Viertel der 3 Millionen, in Österreich nur ein Drittel der 1 Million des ersten Teils ein.
Trotzdem kann die Fortsetzung bei einem Budget von etwa 5 Millionen Pfund (etwa 7,1 Mio. €) als finanzieller Erfolg gewertet werden.

### Kritik

#### Deutschland
Kathrin Häger von Filmdienst schreibt
„Eigentlich ist der Debüt-Film von Iain Morris und Damon Beesley, die zur Serie und zum ersten Film die Drehbücher schrieben, selbst wie ein Teenager, der ständig seine Grenzen auszuloten versucht. Nur dass sich diese ausschließlich auf den Feldern des schlechten Geschmacks befinden. Dafür, dass hier so viel Niederes verhandelt wird, ist das (film-)handwerkliche Niveau allerdings erstaunlich hoch. Wahrscheinlich dank des großzügigen Budgets für ein Sequel, dessen Vorgänger in Großbritannien 2011 zum Überraschungshit avancierte. Timing, Schnitt, Kameraführung und Dialogregie stimmen – auch wenn von den schnellen Wortspielen und -gefechten des Originals in der deutschen Synchronfassung nicht mehr viel übrigbleiben wird.
Den absoluten Tiefpunkt dürfte diese Szene der Körperkomik im Mainstream-Kino darstellen: Ein Reizdarm führt ausgerechnet am Einstieg einer Wasserrutsche zu einem peinlichen Malheur, und schon beginnt die Verfolgungsjagd zwischen Mensch und Fäkalie – zwischen dem rutschenden Will und der Ausscheidung seines Freundes Neil, der beschämt oben am Rutschen-Eingang stehenbleibt.
Qualitativ übersteigt das so manche Adam-Sandler-Produktion. Altersgemäß könnte sich der Film hingegen an dieselbe Zielgruppe richten, nämlich an eine, die noch ins Bade-Paradies zum Rutschen geht, aber eigentlich nur Sexorgien im Kopf hat – also an Jungs zwischen 12 und 16. Frauen werden dabei entweder als hysterisch, als aufreizend oder dick überzeichnet. Tiere schlecken menschliche Körperteile ab, die sie normalerweise bei sich selbst zu erreichen suchen. Und der Schritt eines kleinen Jungen im Wasserpark ist durch einen Stoß von Neil plötzlich dort, wo auch Simons Kopf ist. Sodomie- und Pädophilie-Anspielungen sind die neuen Tabubrüche des wortwörtlichen ‚Sub-Genres‘ der Teenie-Klamotte, das ziemlich tief zu sinken bereit ist, um die Messlatte auf Fäkalien-Höhe überhaupt noch reißen zu können.“
Günter H. Jekubzik schreibt bei Filmtabs
„Unbeschreiblich eigentlich dieser vor allem unflätige Teenie-Humor Sex on the Beach 2 für kleine Jungs, die vom Sex träumen, aber es scheinbar auch ganz toll finden, sich den Durchfall des Freundes ins Gesicht zu schleudern. Die vier Vollidioten des Films verhalten sich dementsprechend wie Zehnjährige in unglücklichen, weil unbefriedigten Körpern von Zwanzigjährigen.
Die vier Idioten sind in Paradies der Coolen hinter irgendwelchen Mädels her, aber entscheidend in der Abfolge von ziemlich unglaublichen Peinlichkeiten ist die Menge an Fäkalien, ist dass Verdursten im Outback nur ein Grund ist, sich gegenseitig in den Mund zu pinkeln und so weiter. Das Variieren besonders blöder, aber keineswegs komischer Gesichter wird schauspielerisch gerade so gemeistert.
Besonders schockierend allerdings, wie viel Geld offensichtlich für diesen Mist aufgewandt wurde, nachdem der erste Film ‚Sex on the Beach‘ auf Basis einer britischen Sitcom überraschend ein Erfolg wurde. Scheinbar gehören solche Filme entwicklungsgeschichtlich in die Kinobiografie jedes jungen Pickelausbrüters und sind deshalb ein lukratives Marktsegment. Doch war der zugegeben ebenso dämliche Eis am Stiel Ende der Siebziger aus so schlimm? Kann ‚mann‘ sich seiner Sexualität nur über Zotiges und anale Ausscheidungen nähern? Obwohl – das ist das besonders Perfide an diesem verklemmten Filmchen – Sex on the Beach 2 letztlich ja so überhaupt nichts mit Sexualität zu tun hat und somit das Versprechen nach Kauf der Kinokarte nicht einlöst.“
Bianka Piringer von Cinefacts meint
„Vier junge Engländer suchen Sex, Party, Abenteuer und kämpfen sich dabei durch ein Gestrüpp peinlicher Misserfolge. Mit dieser Formel gelang der Komödie ‚Sex on the Beach‘, die auf einer TV-Serie basiert, 2011 in Großbritannien ein Box-Office-Hit. Nun folgt ‚Sex on the Beach 2‘, bei dem die Drehbuchautoren und Produzenten der Serie, Damon Beesley und Iain Morris, ihr Kinoregiedebüt geben. Erneut überzeugt die eigentümliche, wilde Mischung aus vulgärer Angeberei und realitätsnaher Situationskomik.
Das wird flankiert von gelegentlichem Ekel-Humor, der selbst für das Genre bodenlos deftig gerät – und damit zumindest nicht langweilt. Insgesamt ist die Komik durchwachsen, mal dümmlich, mal flippig-spannend. Der unterbelichtete Neil hat zu oft das Nachsehen.
Interessanterweise kommt der Film aber unterwegs in Fahrt und schafft eine Atmosphäre, die einem leichten Rauschzustand gleicht. Die Sorglosigkeit dieser Comedy-Charaktere empfindet man dabei nicht mehr im Widerspruch zu den ernsten Problemen, die auf sie warten. Es gibt sogar eine sehr dramatische Szene, in der die Vier dem nahen Tod in der Wüste ins Auge sehen. Der Film hat keine Angst davor, ernste Themen zu berühren, nur weil er eine Komödie bleibt. Oder sich mit Will darüber aufzuregen, wenn die Menschen auf verlogene Sprechblasen zurückgreifen, der Einfachheit halber.
Er zieht das Fazit, dass die britische Komödie Sex on the Beach 2 ein spaßiges Wiedersehen mit den vier fidelen Loser-Freunden aus England bietet. Auch in diesem Sequel funktioniert die Mischung aus vulgärer Übertreibung und realitätsnahen Konflikten.“

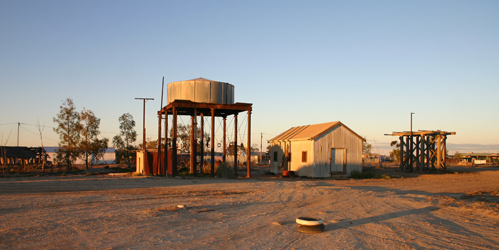
Teile des Films wurden in Marree, im Outback, gedreht

#### Großbritannien
Robbie Collin vom Daily Telegraph gab dem Film vier von fünf Sternen und sagt „Vielleicht das größte Kompliment, welches man dem Film geben kann, abgesehen davon wie verdammt lustig er ist, ist, dass er unverkennbar filmtypisch ist, mit einem flüssigen Handlungsbogen und mit Schwung und zeremoniell dargestellten Ekelmomenten wie aus einem Actionfilm-Bühnenstück.“ Im Guardian gab Mike McCahill dem Film drei Sterne. Er bemängelte die Behandlung der weiblichen Charaktere und sagt: „Manche der Gedanken, die man sich über Peniswitze machte, hätte man in die Entwicklung der weiblichen Pendanten über Harpyen und Lustobjekte hinaus umleiten können.“ Anders als Collins fand er, dass Sex on the Beach 2 mehr einer Fernsehserie als einer Film ähnele: „wie der erste Film, wird auch Teil 2 nie die Ähnlichkeit mit der E4-Primetimeserie los, inklusive der werbebereiten Ausblendungen und immergleichen Witze... könnten die Fahrzeuge sie nicht vor ein größeres Publikum bringen, mit ein wenig mehr Ambition?“ Chris Hewitt vom Empire Magazin gab dem Film vier von fünft Sternen und fasst es zusammen als „Die fantastischen Vier lassen uns auf einem scheißbefleckten, pissdurchtränktem, sonnenverbrannten Hoch, das die üblichen Fehler mehr als kompensiert, um ein wahrer Anwärter für die witzigsten Film des Jahres zu werden. Vier Sterne, Wichser“.
Eine negative Kritik gab es von Graham Young von der Birmingham Mail, der den Humor als zu monoton empfand: „Damon Beesley und Iain Morris führten zusammen Regie für das Sequel, dem es an einem emotionalen Bogen fehlt, um ein Momentum zu erzeugen... Ja, er kann lustig sein und man muss schon prüde sein, nicht zu lachen... aber die endlosen, alliterierenden Phrasen für Sex und zahllose derbe Gags schwächen die Charaktere und lässt die Laune langweilig anzüglich werden. Genau wie Nick Frosts Cuban Fury – Echte Männer tanzen Anfang des Jahres, schafft Sex on the Beach 2 eine lustige Prämisse – und ruiniert sie dann.“ Für The Observer schreibend, gab Jonathan Romney dem Film zwei von fünf Sternen und fasste zusammen: „Englands beliebtestes Fernsehcomedy-Quartett machen eine weitere Reise. Das Resultat ist eine Mischung aus Scheiße, Pipi und Kotze, eine zügellose Misogynie, ‚ironische‘ zügellose Misogynie, zügellose Ironie und das alte Thema der Angst vor Sex (besonders unter den über 25-jährigen)“. Er sagte aber voraus, dass wie der erste Film, Teil 2 ein finanzieller Erfolg werden wird. Tom Huddleston gab in der Time Out dem Film einen von fünf Sternen und sagte: „Sex on the Beach 2 ist durchlöchert mit Verachtung: für seine Figuren, für die Zuschauer und vor allem für das gesamte weibliche Geschlecht. Dass ein Film 2014 immer noch damit davonkommt, dass er Frauen als dumme unglückseelige Schlampen oder eiertretene Kratzbürsten darstellt, ist wahrlich unglaublich.“

#### Australien
In Australien gab Matthew Toomey, ein Filmkritiker für 612 ABC Brisbane, Sex on the Beach 2 ein B+. Dazu sagt er: „Erwarte keine tiefe, durchdachte Erzählung. Das ist nur eine Gruppe von rattigen Teenagern, die richtig dumme Sachen tun. Jeder für sich... aber es war unterhaltsam. Zuerst war ich geschockt – und das ist nicht einfach, wenn man bedenkt, wie viele Filme ich gesehen habe. Es hat das Ganze weiter getrieben als ich dachte und ich empfehle dringend, den Film in einem vollen Kino zu sehen. Die Reaktion der Zuschauer ist urkomisch.“ Louise Keller von Urban Cinefile schrieb eine durchwachsene Kritik, legt dar, dass der Film eine lange Zeit braucht, um „in die Gänge“ zu kommen aufgrund der „dummen Blödeleien.“ Nichtsdestotrotz, schließt sie, dass „es eine echte Zuneigung gibt, mit der die Filmmacher ihre Charaktere porträtieren, und aus deren Konsequenz das Level des Fäkalhumors etwas abgeschwächt wird.“ Simon Miraudo von Quickflix gab dem Film 3 von 5 Sternen und nannte ihn „die größte Verulkung seit die Simpsons Australiens Küsten erreichten“. Zwar geht der Film „etwas unsensibler mit seinen weiblichen Rollen um als zuvor, aber die Szene, in der Will von Kot die Wasserrutsche hinunterjagt wird, macht Wahnsinn ohne Handicap Konkurrenz beim besten aller Sche***-im-Wasser-Gags.“
In der Herald Sun gab Leigh Paatsch dem Film einen Stern. Er kritisiert den Cast und beschreibt die Hauptfiguren als „Männer die 20-jährige darstellen sollen, aber von Leuten, die wie 30+ aussehen, gespielt werden. Diese benehmen sich dann, als seien sie nicht mal 10.“ Paatsch fand den Film außerdem frauenfeindlich und sagt „der abfällige Ton, in dem über Frauen gesprochen wird (und oft auch dargestellt werden) ist gnadenlos grob. Manchmal sogar hasserfüllt.“ Eine gemischte Kritik von Philippa Hawker von der Sydney Morning Herald zieht den Schluss, dass „die australischen Elemente eilig eingeworfen und zufällig wirkten: der Film hätte in irgendeinem Land spielen können, das einen Wasserpark und einen Ort hat, an dem man sich verirren kann. Aber als eine Hymne auf das Band von Männern und eine Antwort auf die Frage was passiert, wenn eine Scheißwurst auf eine Wasserrutsche trifft, ist Sex on the Beach 2 ein präzises Handwerk.“

### DVD und Blu-ray
Sex on the Beach 2 wurde am 27. März 2015 auf DVD und Blu-ray veröffentlicht.

## Nachlass
In einem Interview mit dem BBC sagte Joe Thomas auf die Frage, ob für ihn ein dritter Teil infrage käme, dass Morris und Beesley „sehr unnachgiebig“ gewesen seien, dass die Serie beendet wird. Über seine Co-Stars fügte er hinzu: „Ich denke wir werden in gewisser Weise miteinander arbeiten. Es gibt einen Zusammenhalt hier, den es dumm wäre zu verschwenden. Man bekommt diesen Zusammenhalt nicht sehr oft mit anderen Kollegen und wir haben es und es ist eine wertvolle Sache“.
Im gleichen Interview, antworteten die beiden Serienschöpfer auf die Frage, ob die Serie definitiv beendet sei, gleichzeitig mit einem „Ja!“. Morris brachte zum Ausdruck, dass „die Zeit richtig sei. Nach dem ersten Film wollte ich mehr von Jay, Will, Neil und Simon hören, aber diesmal, denke ich, ist es genug. Es gibt mehr als genug Jay auf dieser Welt“, und Beesley fügte hinzu: „Das Ende der Geschichte sahen wir immer an dem Zeitpunkt, als sie verschwinden und anfangen ihr Erwachsenen-Leben zu leben. Und ich denke in diesem Film kommen sie zu dem Punkt.“
Sex on the Beach 2 wurde beschuldigt für einen Anstieg einer Sitte namens logging oder Code Brown verantwortlich zu sein, einer absichtlichen Defäkation in Schwimmbädern, um andere Gäste anzuekeln, in Anlehnung an eine Szene des Films.